# لاست (فصل ۳)
پخش فصل سوم مجموعه تلویزیونی آمریکایی لاست در ۴ اکتبر ۲۰۰۶ در ایالات متحده و کانادا آغاز و در ۲۳ مه ۲۰۰۷ به پایان رسید. سازندگان لاست اعلام کرده‌اند که از آنجایی که فصل اول دربارهٔ معرفی بازماندگان و فصل دوم دربارهٔ دریچه است، فصل سوم دربارهٔ «دیگران» است. گروهی از ساکنان جزیره.

## بازیگران

### شخصیت‌های اصلی
- آدواله آکینویه آگباجه در نقش: آقای اکو
- نوین اندروز در نقش: سعید جراح
- هنری ایان کوسیک در نقش: دزموند هیوم
- امیلی دی راوین در نقش: کلر لیتلتون
- مایکل امرسون در نقش: بنجامین لینوس
- متیو فاکس در نقش: جک شپرد
- هورهه گارسیا در نقش: هوگو هارلی ریس
- جاش هالووی در نقش: جیمز ساویر فورد
- دنیل دای کیم در نقش: جین‌سو ون
- یونجین کیم در نقش: سان‌ها ون
- اوانجلین لیلی در نقش: کیت آستن
- الیزابت میچل در نقش: ژولیت برک
- دامینیک مانهن در نقش: چارلی پیس
- تری اوکوئین در نقش: جان لاک
- کیلی سانچز و خودریگو سانتورو در نقش: نیکی و پائولو

### شخصیت‌های دوره‌ای و مهمان
- ام.سی. گینی در نقش: تام فرندلی
- تانیا ریموند در نقش: الکس روسو
- میرا فورلان در نقش: دنیله روسو
- اندرو دیوف در نقش: میخائیل باکونین
- نستر کاربونل در نقش: ریچارد آلپرت
- مارشا توماسون در نقش: نائومی دوریت
- بلک باشوف در نقش: کارل مارتین
- مایکل بوون درنقش: دنی پیکت
- ویلیام ماپوتر در نقش: ایتن رام
- سونیا والگر در نقش: پنی ویدمور
- ال اسکات کالدول و سم اندرسون در نقش: رز و برنارد ندلر
- کیمبرلی جوزفدر نقش: سیندی
- ایان سامرهلدر در نقش: بون کارلیل
- مگی گریس در نقش: شانون رادرفورد
- مالکوم دیوید کلی در نقش: والت لوید

## قسمت‌ها
| شم. کلی                     | شم. در فصل  | عنوان                         | کارگردان            | نویسنده                                                                     | شخصیت(های) ویژه | تاریخ انتشار اصلی | U.S. تعداد بیننده (میلیون) |
| --------------------------- | ----------- | ----------------------------- | ------------------- | --------------------------------------------------------------------------- | --------------- | ----------------- | -------------------------- |
| ۵۰                          | ۱           | «A Tale of Two Cities»        | Jack Bender         | داستان : Damon Lindelof نمایشنامۀ تلویزیونی : J. J. Abrams & Damon Lindelof | Jack            | ۴ اکتبر ۲۰۰۶      | 18.82                      |
| ۵۱                          | ۲           | «The Glass Ballerina»         | Paul Edwards        | Jeff Pinkner & Drew Goddard                                                 | Sun & Jin       | ۱۱ اکتبر ۲۰۰۶     | 16.89                      |
| ۵۲                          | ۳           | «Further Instructions»        | Stephen Williams    | Carlton Cuse & Elizabeth Sarnoff                                            | Locke           | ۱۸ اکتبر ۲۰۰۶     | 16.31                      |
| ۵۳                          | ۴           | «Every Man for Himself»       | Stephen Williams    | Edward Kitsis & Adam Horowitz                                               | Sawyer          | ۲۵ اکتبر ۲۰۰۶     | 17.09                      |
| ۵۴                          | ۵           | «The Cost of Living»          | Jack Bender         | Alison Schapker & Monica Owusu-Breen                                        | Mr. Eko         | ۱ نوامبر ۲۰۰۶     | 16.07                      |
| ۵۵                          | ۶           | «I Do»                        | Tucker Gates        | Damon Lindelof & Carlton Cuse                                               | Kate            | ۸ نوامبر ۲۰۰۶     | 17.15                      |
| ۵۶                          | ۷           | «Not in Portland»             | Stephen Williams    | Carlton Cuse & Jeff Pinkner                                                 | Juliet          | ۷ فوریه ۲۰۰۷      | 14.49                      |
| ۵۷                          | ۸           | «Flashes Before Your Eyes»    | Jack Bender         | Damon Lindelof & Drew Goddard                                               | Desmond         | ۱۴ فوریه ۲۰۰۷     | 12.84                      |
| ۵۸                          | ۹           | «Stranger in a Strange Land»  | Paris Barclay       | Elizabeth Sarnoff & Christina M. Kim                                        | Jack            | ۲۱ فوریه ۲۰۰۷     | 12.95                      |
| ۵۹                          | ۱۰          | «Tricia Tanaka Is Dead»       | Eric Laneuville     | Edward Kitsis & Adam Horowitz                                               | Hurley          | ۲۸ فوریه ۲۰۰۷     | 12.78                      |
| ۶۰                          | ۱۱          | «Enter 77»                    | Stephen Williams    | Carlton Cuse & Damon Lindelof                                               | Sayid           | ۷ مارس ۲۰۰۷       | 12.45                      |
| ۶۱                          | ۱۲          | «Par Avion»                   | Paul Edwards        | Christina M. Kim & Jordan Rosenberg                                         | Claire          | ۱۴ مارس ۲۰۰۷      | 12.48                      |
| ۶۲                          | ۱۳          | «The Man from Tallahassee»    | Jack Bender         | Drew Goddard & Jeff Pinkner                                                 | Locke           | ۲۱ مارس ۲۰۰۷      | 12.22                      |
| ۶۳                          | ۱۴          | «Exposé»                      | Stephen Williams    | Edward Kitsis & Adam Horowitz                                               | Nikki & Paulo   | ۲۸ مارس ۲۰۰۷      | 11.52                      |
| ۶۴                          | ۱۵          | «Left Behind»                 | Karen Gaviola       | Damon Lindelof & Elizabeth Sarnoff                                          | Kate            | ۴ آوریل ۲۰۰۷      | 11.66                      |
| ۶۵                          | ۱۶          | «One of Us»                   | Jack Bender         | Carlton Cuse & Drew Goddard                                                 | Juliet          | ۱۱ آوریل ۲۰۰۷     | 12.09                      |
| ۶۶                          | ۱۷          | «Catch-22»                    | Stephen Williams    | Jeff Pinkner & Brian K. Vaughan                                             | Desmond         | ۱۸ آوریل ۲۰۰۷     | 12.08                      |
| ۶۷                          | ۱۸          | «D.O.C.»                      | Frederick E.O. Toye | Edward Kitsis & Adam Horowitz                                               | Sun             | ۲۵ آوریل ۲۰۰۷     | 11.86                      |
| ۶۸                          | ۱۹          | «The Brig»                    | Eric Laneuville     | Damon Lindelof & Carlton Cuse                                               | Locke           | ۲ مه ۲۰۰۷         | 12.33                      |
| ۶۹                          | ۲۰          | «The Man Behind the Curtain»  | Bobby Roth          | Elizabeth Sarnoff & Drew Goddard                                            | Ben             | ۹ مه ۲۰۰۷         | 12.11                      |
| ۷۰                          | ۲۱          | «Greatest Hits»               | Stephen Williams    | Edward Kitsis & Adam Horowitz                                               | Charlie         | ۱۶ مه ۲۰۰۷        | 12.32                      |
| «Through the Looking Glass» | Jack Bender | Carlton Cuse & Damon Lindelof | Jack                | ۲۳ مه ۲۰۰۷                                                                  | 13.86           |                   |                            |
| «Through the Looking Glass» | Jack Bender | Carlton Cuse & Damon Lindelof | Jack                | ۲۳ مه ۲۰۰۷                                                                  | 13.86           |                   |                            |

## بازخورد
این فصل در راتن تومیتوز دارای رتبه محبوبیت ۷۱٪ با میانگین امتیاز ۱۰/.۷٫۹ بر اساس ۱۲ بررسی است. اجماع انتقادی این وب‌سایت می‌گوید: «لاست از مخاطبانش می‌خواهد که ناباوری خود را به روش‌هایی که می‌تواند برای نمایش علمی تخیلی زمین‌دار بسیار سخت باشد، متوقف کنند، اما طرح شخصیت محور آن فصل سوم را با هم نگه می‌دارد».
اولین بلوک قسمت‌ها به دلیل مطرح کردن اسرار بیش از حد و عدم ارائه پاسخ کافی مورد انتقاد قرار گرفت. همچنین در مورد زمان محدود نمایش برای بسیاری از شخصیت‌های اصلی بلوک اول شکایت‌هایی صورت گرفت. «جان لاک» با بازی تری اوکوئین، که بیشترین تعداد قسمت‌های فصل دوم را کسب کرده‌بود، تنها در ۱۴ قسمت از ۲۳ قسمت در فصل سوم ظاهر شد - فقط دو قسمت بیشتر از ستاره مهمان ام سی گینی که نقش تام را بازی کرد. واکنش به دو شخصیت جدید، نیکی و پائولو، به‌طور کلی منفی بود، و لیندلوف حتی اذعان کرد که این زوج به‌طور جهانی مورد تحقیر طرفداران قرار گرفتند. تصمیم برای تقسیم فصل و تغییر مکان آمریکایی پس از وقفه نیز مورد انتقاد قرار گرفت. کیوز تصدیق کرد که «هیچ کس از اجرای شش قسمتی راضی نبود.»
با این حال، بلوک دوم از قسمت‌ها مورد تحسین منتقدان قرار گرفت، که خدمه با مشکلات بلوک اول برخورد کردند. پاسخ‌های بیشتری در نمایش نوشته شد و نیکی و پائولو کشته شدند. همچنین اعلام شد که سریال سه فصل پس از فصل سوم به پایان خواهد رسید، که کیوز، امیدوار بود به مخاطبان بگوید که نویسندگان می‌دانند داستان به کجا می‌رود.
این فصل به‌طور متوسط ۱۳٫۷۴ میلیون بیننده آمریکایی در هر قسمت داشت که در رتبه هفدهم از نظر بیننده و نهمین در میان جمعیت ۱۸ تا ۴۹ ساله بزرگسالان کلیدی قرار گرفت. بلوک اول به‌طور متوسط نزدیک به چهار میلیون بیننده بیشتر از بلوک دوم داشت،با اپیزود چهاردهم با رتبه‌بندی پایین سریال، با ۱۱٫۵۲ میلیون بیننده، با این حال، لاست بیشترین برنامه ضبط شده در سال ۲۰۰۷ بود.